# Het visioen na de preek
Het visioen na de preek (Frans: La vision après le sermon), ook wel Jacob met de engel genoemd, is een schilderij van de Franse kunstschilder Paul Gauguin uit 1888, 72,2 x 91 centimeter, olieverf op doek. Het toont een visioen van een aantal boerenvrouwen na een preek en wordt qua stijl zowel gerekend tot het postimpressionisme als het symbolisme, met invloeden vanuit het japonisme. Het behoort tot de collectie van de National Gallery of Scotland te Edinburgh. 

## Context
In de jaren 1880 overheerste het naturalisme en het impressionisme in de Franse schilderkunst. Ook Gauguin werd in zijn vroege loopbaan beïnvloed door deze stijlen, met name door het impressionisme. Na de achtste impressionistententoonstelling in 1886 echter, kwam daar verandering in. Samen met Émile Bernard verruilde hij Parijs voor het onbedorven landschap van  Bretagne, vestigde zich in Pont-Aven en stichtte er een eigen school. Al snel tekende zich een stijlverandering af in zijn werk. Zijn composities werden theatraler en het kleurgebruik gewaagder. Hij verwerkte invloeden vanuit het symbolisme, het primitivisme en het japonisme. Gauguins belangstelling voor de Japanse prentmakers Hiroshige en Hokusai was gewekt na een ontmoeting met Vincent van Gogh in 1886 en inspireerden hem tot het gebruik van heldere kleurvlakken en asymmetrische composities. 
Uiteindelijk ontwikkelde Gauguin vanuit de diverse invloeden in die periode zijn stijl van het synthetisme, die ook wel als een variant van het postimpressionisme wordt beschouwd.

## Afbeelding
Het schilderij toont een aantal Bretonse boerenvrouwen in karakteristieke klederdracht bij het verlaten van de kerk. Opgeroepen door de preek krijgen ze een visioen: Jacob in gevecht met de engel, een verhaal uit Genesis. Gauguin schetst het beeld als een collectieve hallucinatie. Aan Van Gogh schreef hij: 'Het landschap en het tafereel van de worsteling bestaan alleen in de verbeelding van de in gebed verzonken mensen, als een resultaat van de preek'.
De aardse werkelijkheid en de wereld van de verbeelding worden gescheiden door een diagonaal afgebeelde boomstam. De koe linksboven staat voor de eenvoud van het landelijke leven. Ook de donkere kleren van de vrouwen symboliseren het aardse.

## Uitwerking
Gauguin was altijd sterk geïnteresseerd in het spirituele. Om het bovennatuurlijke in het schilderij te benadrukken vervormde hij de schaal. Ook het felle, heldere, bijna surrealistisch aandoende kleurgebruik draagt daaraan bij. De oranje zweem aan de rechterkant van de stam is een weerspiegeling van het stralende visioen. De kleur van de vleugels van de engel heeft ook iets bovenaards.
Typerend is Gauguins vereenvoudigde vormgebruik, waarbij hij werkt met duidelijke contourlijnen en effen kleurvlakken. De gezichten van de afgebeelde vrouwen zijn nauwelijks gemodelleerd en lijken geïnspireerd door de heiligenbeelden in de kerk van Pont-Aven. Daarbij werkt hij met sterke contrasten, met name tussen de in zwart-witte geklede vrouwen en de felrode achtergrond. Ook het afsnijden van de figuren aan de zijkant, de vertekening van de mutsen en het afwijkende perspectief dragen bij aan het onconventionele karakter van het werk. Een duidelijke lichtbron ontbreekt. Het schilderij markeert met dit alles Gauguins definitieve breuk met het impressionisme en het naturalisme. 

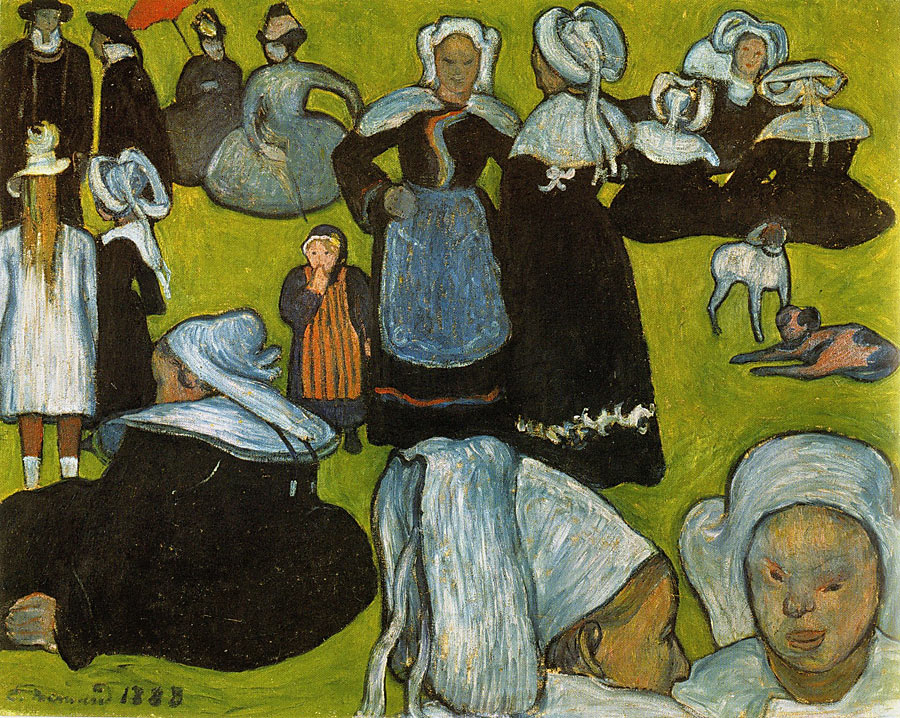
Émile Bernards Bretonse vrouwen, 1888

## Breuk met Bernard
Gauguin werkte in Pont-Aven nauw samen met Emile Bernard. Ook vernieuwing in Gauguins stijlkeuzes vond lange tijd een equivalent in het werk van Bernard. Hun werken tussen 1886 en 1890 tonen sterke overeenkomsten. Bernard schilderde in 1888 het vernieuwende maar compositorisch vaak als zwak bestempelde werk Bretonse vrouwen, eveneens met figuren afgebeeld in traditionele kleding. Slechts enkele weken later volgde Gauguin met Het visioen na de preek. Dit leidde tot beschuldigingen van plagiaat en droeg uiteindelijk bij tot een breuk tussen Gauguin en Bernard.